# بانغ بانغ (ألبوم)
بانغ بانغ هو أول ألبوم كامل لفرقة الفتيات الكورية الجنوبية دال شابيت، والذي صدر بتاريخ 6 يونيو 2012 , وكانت أغنية «مستر بانغ بانغ» الأغنية الرئيسية فيه.

## الإنتاج
الألبوم يضم 14 أغنية، 9 أغاني جديدة و 4 أغاني قديمة ولحن موسيقي واحد، ال4 الأغاني القديمة تحتوي على صوت فيكي العضوة السابقة بينما الأغاني 9 الجديدة تحتوي على صوت العضوة الجديدة ووهي.
مالك شركة هابي فيس إنترتيمنت المنتج أي- ترايب ساهم في الألبوم من خلال إنتاج أغنية «مستر بانغ بانغ», وأيضاً الإصدارات التالية مثل «حاول أن تقترب أكثر» ساهم في إنتاجها زملائهم في الشركة فرقة ناسيون وشاركوا فيها. الشركة تلقت المساعدة من العديد من المنتجين الغير معروفين مثل DK$HINE, DJ R2 وبلاك هول وجيتل مان.

## الأداء في المخططات
| المخطط                   | المرتبة |
| ------------------------ | ------- |
| Gaon Weekly Album Chart  | 7       |
| Gaon Monthly Album Chart | 16      |

## المبيعات
| القائمة             | المبيعات |  |
| ------------------- | -------- |  |
| Gaon Physical Sales | 4,350+   |  |